# El Zapotal, Juchique de Ferrer
El Zapotal är en ort i Mexiko.   Den ligger i kommunen Juchique de Ferrer och delstaten Veracruz, i den sydöstra delen av landet, 260 km öster om huvudstaden Mexico City. El Zapotal ligger 438 meter över havet och antalet invånare är 192.
Terrängen runt El Zapotal är kuperad. Runt El Zapotal är det ganska glesbefolkat, med 48 invånare per kvadratkilometer. Närmaste större samhälle är Villa Emilio Carranza, 15,2 km norr om El Zapotal. I omgivningarna runt El Zapotal växer huvudsakligen savannskog.